# Wijken en buurten in Smallingerland
De Nederlandse gemeente Smallingerland is voor statistische doeleinden onderverdeeld in wijken en buurten. De gemeente is verdeeld in de volgende statistische wijken:
- Wijk 00 Drachten (CBS-wijkcode:009000)
- Wijk 01 Overig Smallingerland (CBS-wijkcode:009001)

Een statistische wijk kan bestaan uit meerdere buurten. Onderstaande tabel geeft de buurtindeling met kentallen volgens het Centraal Bureau voor de Statistiek (2008):
| CBS-buurtcode | Buurtnaam             | Inwonertal | Opp. totaal (ha) | Opp. land (ha) | Ligging                |
| ------------- | --------------------- | ---------- | ---------------- | -------------- | ---------------------- |
| BU00900001    | Centrum               | 1070       | 34               | 34             | Locatie in de gemeente |
| BU00900002    | De Wiken              | 4620       | 91               | 90             | Locatie in de gemeente |
| BU00900003    | De Singels            | 4180       | 158              | 154            | Locatie in de gemeente |
| BU00900004    | De Drait              | 5780       | 196              | 194            | Locatie in de gemeente |
| BU00900005    | De Wiken-Oost         | 1250       | 69               | 66             | Locatie in de gemeente |
| BU00900006    | De Venen              | 2890       | 95               | 93             | Locatie in de gemeente |
| BU00900007    | De Folgeren           | 3380       | 84               | 83             | Locatie in de gemeente |
| BU00900008    | De Swetten            | 4640       | 124              | 124            | Locatie in de gemeente |
| BU00900009    | De Bouwen             | 3240       | 83               | 83             | Locatie in de gemeente |
| BU00900010    | Noordoost             | 3860       | 98               | 98             | Locatie in de gemeente |
| BU00900011    | De Haven              | 80         | 312              | 269            | Locatie in de gemeente |
| BU00900012    | Buitengebied Drachten | 1750       | 735              | 710            | Locatie in de gemeente |
| BU00900013    | De Trisken            | 3460       | 63               | 60             | Locatie in de gemeente |
| BU00900014    | Fennepark             | 1460       | 77               | 72             | Locatie in de gemeente |
| BU00900015    | Himsterhout           | 1730       | 76               | 72             | Locatie in de gemeente |
| BU00900016    | Bedrijvenpark         | 0          | 20               | 20             | Locatie in de gemeente |
| BU00900017    | Vrijburg              | 70         | 66               | 66             | Locatie in de gemeente |
| BU00900018    | Burmaniapark          | 730        | 40               | 40             | Locatie in de gemeente |
| BU00900120    | Opeinde               | 1690       | 925              | 837            | Locatie in de gemeente |
| BU00900121    | Rottevalle            | 1350       | 644              | 573            | Locatie in de gemeente |
| BU00900122    | Houtigehage           | 950        | 337              | 336            | Locatie in de gemeente |
| BU00900123    | Drachtstercompagnie   | 1480       | 1362             | 1360           | Locatie in de gemeente |
| BU00900124    | Kortehemmen           | 140        | 235              | 234            | Locatie in de gemeente |
| BU00900125    | Boornbergum           | 1470       | 843              | 821            | Locatie in de gemeente |
| BU00900126    | De Wilgen             | 730        | 422              | 383            | Locatie in de gemeente |
| BU00900127    | Smalle Ee             | 50         | 303              | 270            | Locatie in de gemeente |
| BU00900128    | De Veenhoop           | 260        | 975              | 865            | Locatie in de gemeente |
| BU00900129    | Goëngahuizen          | 70         | 847              | 760            | Locatie in de gemeente |
| BU00900130    | Oudega                | 1700       | 2100             | 1942           | Locatie in de gemeente |
| BU00900131    | Nijega                | 520        | 875              | 836            | Locatie in de gemeente |
| BU00900132    | De Tike               | 360        | 328              | 300            | Locatie in de gemeente |